# 羽島市立中島中学校
羽島市立中島中学校（はしましりつ なかしまちゅうがっこう）は、岐阜県羽島市にある公立中学校。

## 沿革
中島中学校は1948年4月に上中島中学校と下中島中学校に分立し、同年9月に再統合した中学校である。
- 1947年（昭和22年）4月 - 
  - 羽島郡上中島村と下中島村が学校組合を設置。上中島村下中島村組合立中島中学校として開校。
  - 羽島郡江吉良村、福寿村、堀津村で学校組合を設置。三ヶ村組合立中部中学校として開校。
- 1948年（昭和23年）
  - 4月 - 上中島村と下中島村の学校組合が解消。上中島村は掘津村と学校組合を設置し、上中島村堀津村組合立上中島中学校を開校。下中島村は下中島村立下中島中学校を開校。
  - 4月 - 江吉良村福寿村堀津村の学校組合が解消され、堀津村は上中島村と学校組合を設置し、上中島中学校へ合流する。江吉良村と福寿村は単独で、それぞれ江吉良村立江吉良中学校、福寿村立福寿中学校を開校する[注釈 1]。
  - 9月1日 - 上中島村、下中島村、堀津村で学校組合を設立。上中島中学校と下中島中学校を統合し、上中島村下中島村堀津村組合立中島中学校となる。
- 1954年（昭和29年）4月1日 - 羽島郡正木村、足近村、小熊村、竹ヶ鼻町、上中島村、下中島村、江吉良村、堀津村、福寿村及び桑原村が合併し羽島市が発足。同時に羽島市立中島中学校に改称する。
- 1978年（昭和53年） - 新校舎（鉄筋コンクリート造）が完成。
- 1981年（昭和56年） - 校舎を増築する。
- 1987年（昭和62年） - 校舎を増築する。

## 進学前小学校[1]
- 中島小学校
- 堀津小学校